# Карен Стрейкер
Карен Стрейкер  (англ. Karen Straker, 17 вересня 1964) — британська вершниця, олімпійська медалістка.

## Виступи на Олімпіадах
| Олімпіада      | Дисципліна           | Місце |
| -------------- | -------------------- | ----- |
| Сеул 1988      | триборство, особисті | 19    |
| Сеул 1988      | триборство, командні | 2     |
| Барселона 1992 | триборство, особисті | 6     |
| Барселона 1992 | триборство, командні | 6     |
| Атланта 1996   | триборство, командні | 5     |
| Сідней 2000    | триборство, особисті | 11    |

## Зовнішні посилання
- Досьє на sport.references.com [Архівовано 13 серпня 2011 у Wayback Machine.]